# New Scotland (New York)
New Scotland est une ville située au centre du comté d'Albany, dans l' État de New York, aux États-Unis,. En 2020, elle comptait une population de 9 096 habitants. La municipalité est incorporée en 1832.

## Démographie
Lors du recensement de 2020, la ville comptait une population de 9 096 habitants.